# Mischarytera megaphylla
Mischarytera megaphylla är en kinesträdsväxtart som beskrevs av Paul Irwin Forster. Mischarytera megaphylla ingår i släktet Mischarytera och familjen kinesträdsväxter. Inga underarter finns listade i Catalogue of Life.